# Awraham Deutsch
Awraham Deutsch (hebr.: אברהם דויטש, ang.: Avraham Deutsch, ur. 1889 na terenie obecnych Węgier, zm. 25 maja 1953) – izraelski rabin, filozof i polityk, w latach 1951–1953 poseł do Knesetu z listy Agudat Israel.
Był przedstawicielem społeczności węgierskich Żydów na konferencji bermudzkiej.
W wyborach parlamentarnych w 1951 po raz pierwszy i jedyny dostał się do izraelskiego parlamentu. Zmarł 25 maja 1953, a mandat objął po nim Zalman Ben Ja’akow